# Dene (volk)
De Dene zijn een groep inheemse volken die de noordelijke boreale bossen en toendragebieden van Canada bewonen. Ze spreken Noord-Athabaskische talen.  Dene betekent in die taal "volk" of "mensen". Het begrip "Dene" kent een enge en een ruime duiding. Gewoonlijk wordt het in enge zin gebruikt om de  Athabaskische sprekers van de Northwest Territories en Nunavut in Canada te duiden, met name de Chipewyan, Tlicho, Yellowknives, Slavey en Sahtu. In ruime zin kan het ook gebruikt worden om alle Noord-Athabaskische sprekers te duiden, die verspreid over een groot gebied over heel Alaska en noordelijk Canada leven. De benaming Dene omvat echter niet de Athabaskans van de pacifische kust of de sprekers van Zuid-Athabaskische talen in de Verenigde Staten. Dit ondanks het feit dat deze talen ook tot de Na-Dene taalfamilie horen. Ontdekkingsreiziger Mackenzie beschrijft aan het eind van de 18e eeuw een aantal aspecten van de noordelijke Denecultuur in het verslag van zijn tocht langs de Mackenzie-rivier.

## Herkomst
Onder deskundigen op dit gebied wordt vrij algemeen aanvaard dat de indianen afkomstig zijn uit (Centraal-)Azië. Er is geen overeenstemming over de vraag of de migraties in een of meerdere golven plaatsvonden. Ook de datering is aan de ruime kant.
Migratie heeft plaatsgevonden via de Beringstraat, circa 15.000 tot 20.000 jaar geleden. Tijdens ijstijden was de zeespiegel lager en zaten de continenten aan elkaar vast. Het laatste glaciale maximum eindigde rond 13.000-16.500 jaar geleden. Mogelijk zijn buiten de ijstijden bootjes gebruikt. Verschillende wetenschappers hebben geponeerd dat de Noord-Amerikaanse indianenvolkeren die de Na-Denétalen spreken later naar de Amerika's geëmigreerd zijn dan de andere indianen. In 2008 werd op een congres van experts van de Jenisejische talen uit Siberië en de Na-Denétalen uit Noord-Amerika met vrij grote zekerheid vastgesteld dat beide families verwant zijn in de Dené-Jenisejische taalfamilie, hetgeen de hypothese van meerdere migratiegolven lijkt te bevestigen. Ook lijken genetische onderzoeken aan te tonen dat Amerikaanse indianen en de inwoners van Siberië verwant zijn.
Met betrekking tot de Eskimo's wordt algemeen geaccepteerd dat zij veel later naar het Amerikaanse continent migreerden, ongeveer rond het begin van de jaartelling, maar zij worden in de regel dan ook niet tot de indianen gerekend. Mogelijk werden ze door de noordelijke indianen als concurrenten om leefgebied beschouwd, waardoor de onderlinge verstandhouding niet goed was.

## Verspreiding
Dene wonen verspreid over een groot gebied. Ze bevinden zich in de Mackenzie vallei (ten zuiden van de Inuvialuit), en ten westen van Nunavut. Hun thuisland reikt tot westelijk Yukon en het noordelijk deel van British Columbia, Alberta, Saskatchewan, Manitoba en Alaska.
De Dene waren mogelijk het eerste volk dat zich vestigde in wat nu de Northwest Territories zijn. In Noord-Canada kwam vroeger vijandschap voor tussen de Dene en de Inuit, die zich later in de meest noordelijke gebieden langs de Noordelijke IJszee vestigden. In 1996 hielden vertegenwoordigers van de Dene en Inuit een verzoeningsbijeenkomst om de eeuwenoude geschillen goed te maken.

## Onderverdeling
Er zijn vijf hoofdgroepen:
- Chipewyan of Denesuline, ten oosten van het Great Slave Lake, inclusief de Sayisi Dene bij Tadoule Lake, Manitoba
- Tlicho (of Dogrib), tussen het Great Slave lake en Great Bear Lake
- Yellowknives ten noorden van het Great Slave Lake
- Slavey, de Noord-Slavey of Sahtu (inclusief de Locheux, Nahanni en Bear Lake volken) in de Northwest Territories langs de Mackenzie en nabij Great Bear Lake; de Zuid-Slavey zuidwest van Great Slave Lake en in Alberta en British Columbia.

Nog een aantal kleine groepen beschouwen zich als behorend tot de Dene:
- Tsuu T'ina of Sarcee, tegenwoordig nabij Calgary, Alberta.[9]
- Danezaa of Beaver people in noordoost British Columbia en noordwest Alberta.
- Tahltan, Kaska, en Sekani in het noorden van British Columbia. De Tsetsaut nabij de grens met Alaska zijn uitgestorven.
- Dakelh peoples, in noordelijk en centraal British Columbia.
- De Tsilhqot'in uit het gelijknamige Chilcotin District van British Columbia.
- Nicola Athabaskans, inmiddels uitgestorven.
- Gwich'in people en Tanana people en andere volken in Yukon en Alaska worden ook als Dene beschouwd, althans als sprekers van een Athabaskische taal.

De grootste groep Denesuline sprekers woont in het dorp La Loche, Saskatchewan en aangrenzend Clearwater River Dene Nation. In 2011 woonden er 3389 mensen waarvan 89% de eigen taal sprak.

## Bekende Dene
- Thanadelthur (c. 1697 – 5 februari 1717) een vrouw uit de Chipewyan, gids en tolk, die meewerkte aan een vredesovereenkomst tussen de Chipewyan en de Cree
- Ethel Blondin-Andrew, voormalig parlementslid van de Northwest Territories
- Leela Gilday, Canadian folk zanger
- Jimmy Herman (1940-2013) acteur, Dances with Wolves
- Matonabbee (ca. 1737-1782), gids bij de expeditie van Samuel Hearne naar de Coppermine rivier[10]
- Tahmoh Penikett, acteur, Battlestar Galactica (tv-serie uit 2004) en Dollhouse (tv-serie)
- Eric Schweig, acteur, The Last of the Mohicans (film uit 1992)